# For You Blue
〈For You Blue〉는 1970년 음반 《Let It Be》의 영국의 록 밴드 비틀즈의 곡이다. 이 곡은 조지 해리슨이 그의 아내 패티 보이드에게 사랑의 노래로 작곡했다. 그 곡은 또한 많은 나라에서 발행되었지만 영국이 아닌 〈The Long and Winding Road〉 싱글의 B 사이드였고 이 싱글이 1970년 6월에 미국 빌보드 핫 100과 캐나다의 국가 차트에서 1위를 했을 때 이 곡으로 등록되었다. 단일 측의 미국 성과를 개별적으로 측정한 캐시박스 탑 100 차트에서는 〈For You Blue〉가 71위로 정점을 기록했다.
그 노래는 컨트리 블루스 스타일로 12바 블루스이다. 〈For You Blue〉를 쓸 때, 해리슨은 1968년 11월부터 12월까지 우드스톡에서 밥 딜런과 더 밴드와 함께 지내는 것에 영향을 받았다. 이 방문은 해리슨에게는 음악적으로 보람 있는 경험이었지만 비틀즈는 처음에는 불협화음 분위기 속에서 이 노래를 작업했고, 《렛 잇 비》 다큐멘터리 영화의 일부를 구성하는 영화 리허설 동안 이 곡을 연주했다. 1969년 1월 말에 런던의 애플 스튜디오에서 녹음된 이 곡은 존 레논이 연주한 랩 스틸 기타 부분을 포함하고 있다. 음악 평론가들 사이에서는, 몇몇은 그 경쾌한 성품들과 훌륭한 밴드 공연으로 그 트랙을 존경했다. 다른 해설자들은 특히 그의 동료들이 《렛 잇 비》 기간 동안 거부했던 해리슨 작곡과 관련하여, 이 곡이 중요하지 않은 곡이라고 생각한다.

## 참여 인원
이언 맥도널드 제공
- 조지 해리슨 - 리드 보컬, 어쿠스틱 기타
- 존 레논 - 랩 스틸 기타
- 폴 매카트니 - 피아노, 베이스[2]
- 링고 스타 - 드럼